# Grigorij Jewdokimow
Grigorij Jeriemiejewicz Jewdokimow (ros. Григо́рий Ереме́евич Евдоки́мов, ur. w październiku 1884 w Pawłodarze w obwodzie semipałatyńskim, zm. 25 sierpnia 1936 w Moskwie) – radziecki polityk, członek KC RKP(b)/WKP(b) (1919-1920 i 1923-1927), sekretarz KC WKP(b) (1926).

## Życiorys
W 1903 wstąpił do SDPRR, bolszewik, w 1908 i w 1915 aresztowany, za drugim razem zesłany do powiatu wiercholeńskiego (gubernia irkucka), skąd w 1916 zbiegł, jednak wkrótce został aresztowany. W 1917 agitator piotrogrodzkiego komitetu SDPRR(b), członek Czerwonej Gwardii w Piotrogrodzie, w 1919 komisarz przemysłu Związku Komun Obwodu Północnego. Od 18 marca 1919 do 29 marca 1920 członek KC RKP(b), od 25 sierpnia 1920 do 10 maja 1921 członek Rady Wojskowo-Rewolucyjnej i szef Wydziału Politycznego 7 Armii Frontu Zachodniego, w latach 1922-1925 przewodniczący piotrogrodzkiej gubernialnej rady związków zawodowych, w latach 1923-1925 zastępca przewodniczącego piotrogrodzkiej rady gubernialnej. Od 25 kwietnia 1923 do 14 listopada 1927 członek KC RKP(b)/WKP(b), od 3 listopada 1925 do 8 stycznia 1926 sekretarz odpowiedzialny leningradzkiego gubernialnego komitetu WKP(b), od 1 stycznia do 9 kwietnia 1926 sekretarz KC WKP(b) i członek Biura Organizacyjnego KC WKP(b), od 1927 zastępca przewodniczącego Centrosojuza, w grudniu 1927 wykluczony z WKP(b), a w czerwcu 1928 ponownie do niej przyjęty. Od 1929 przewodniczący swierdłowskiego obwodowego/krajowego związku spółdzielni rolniczych, do 1934 szef Głównego Zarządu Przemysłu Mleczarskiego Ludowego Komisariatu Przemysłu Spożywczego ZSRR.
Po zabójstwie Siergieja Kirowa 8 grudnia 1934 wykluczony po raz kolejny z WKP(b) i 16 grudnia aresztowany przez NKWD. 16 stycznia 1935 skazany na 8 lat więzienia za polityczną inspirację zabójstwa Kirowa wraz z Grigorijem Zinowiewem i Lwem Kamieniewem. W dniach 19-24 sierpnia 1936 sądzony w pokazowym pierwszym procesie moskiewskim przed Kolegium Wojskowym Sądu Najwyższego ZSRR (obok m.in.  Grigorija Zinowiewa, Lwa Kamieniewa i Iwana Smirnowa),   który w intencji organizatorów miał być zapalnikiem wielkiego terroru w ZSRR. 24 sierpnia 1936 skazany na śmierć za udział w  kontrrewolucyjnej organizacji terrorystycznej, następnego dnia stracony. Ciało skremowano w krematorium na  Cmentarzu Dońskim, prochy pochowano anonimowo.
Zrehabilitowany 13 czerwca 1988, postanowieniem plenum Sądu Najwyższego ZSRR.